# Tavrovo
Tavrovo (ruso: Тавро́во) es un asentamiento rural y pueblo (seló) de Rusia, perteneciente al raión de Bélgorod de la  óblast de Bélgorod.
En 2021, el territorio del asentamiento tenía una población de 13 956 habitantes, de los cuales 13 592 vivían en el propio pueblo de Tavrovo y el resto en su única pedanía: el pueblo de Solómino.
Se ubica en la periferia meridional de Bélgorod, junto a la orilla occidental del río Donets.

## Economía
En la década de 1990, se produjeron cambios cardinales en la vida del pueblo: se formaron 5 nuevos microdistritos y están comenzando a construirse; el número de habitantes también está creciendo, principalmente debido a los inmigrantes de las repúblicas de la antigua Unión Soviética. La institución educativa urbana "Escuela secundaria Tavrovskaya del distrito de Belgorod de la región de Belgorod" lleva el nombre del Héroe de la Unión Soviética Anatoly Grigoryevich Achkasov.
Ahora Tavrovo es un pueblo grande, que consta de 10 microdistritos destinados al desarrollo de viviendas individuales. La mejora del territorio del pueblo y el desarrollo de su infraestructura están en marcha. Tavrovo es considerado el centro de la agricultura y el trabajo. Aquí se desarrolla la agricultura y la ganadería, que es una fuente de ingresos para muchos residentes locales. Además, hay muchas pequeñas empresas en el pueblo que crean puestos de trabajo y contribuyen al desarrollo económico de la región. A pesar de su pequeño tamaño, Tavrovo ofrece a sus residentes e invitados amplias oportunidades para la recreación activa y el entretenimiento. Entre las atracciones locales se encuentran un museo, un centro de historia local, parques y plazas, así como muchos eventos como festivales, exposiciones y conciertos.

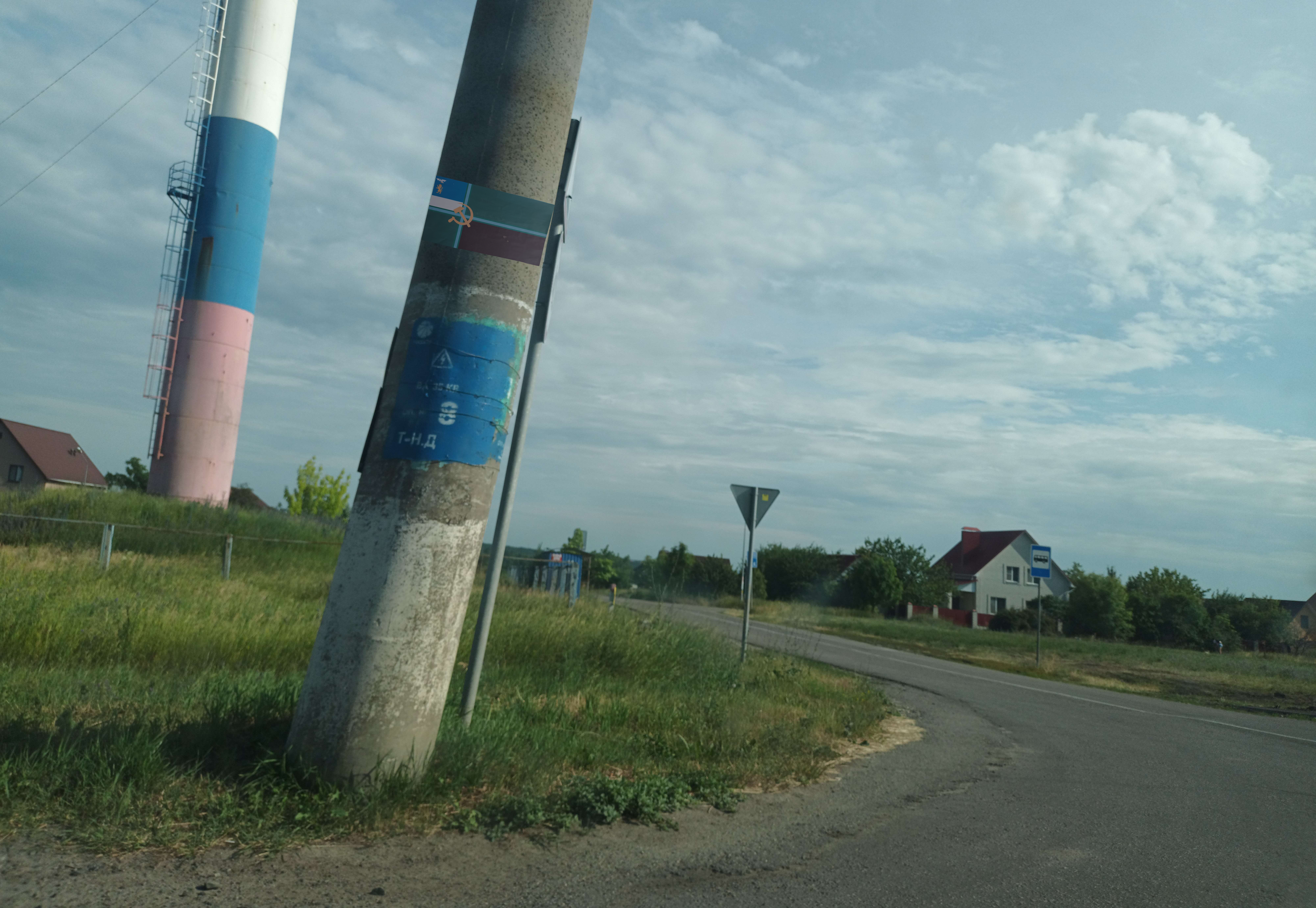
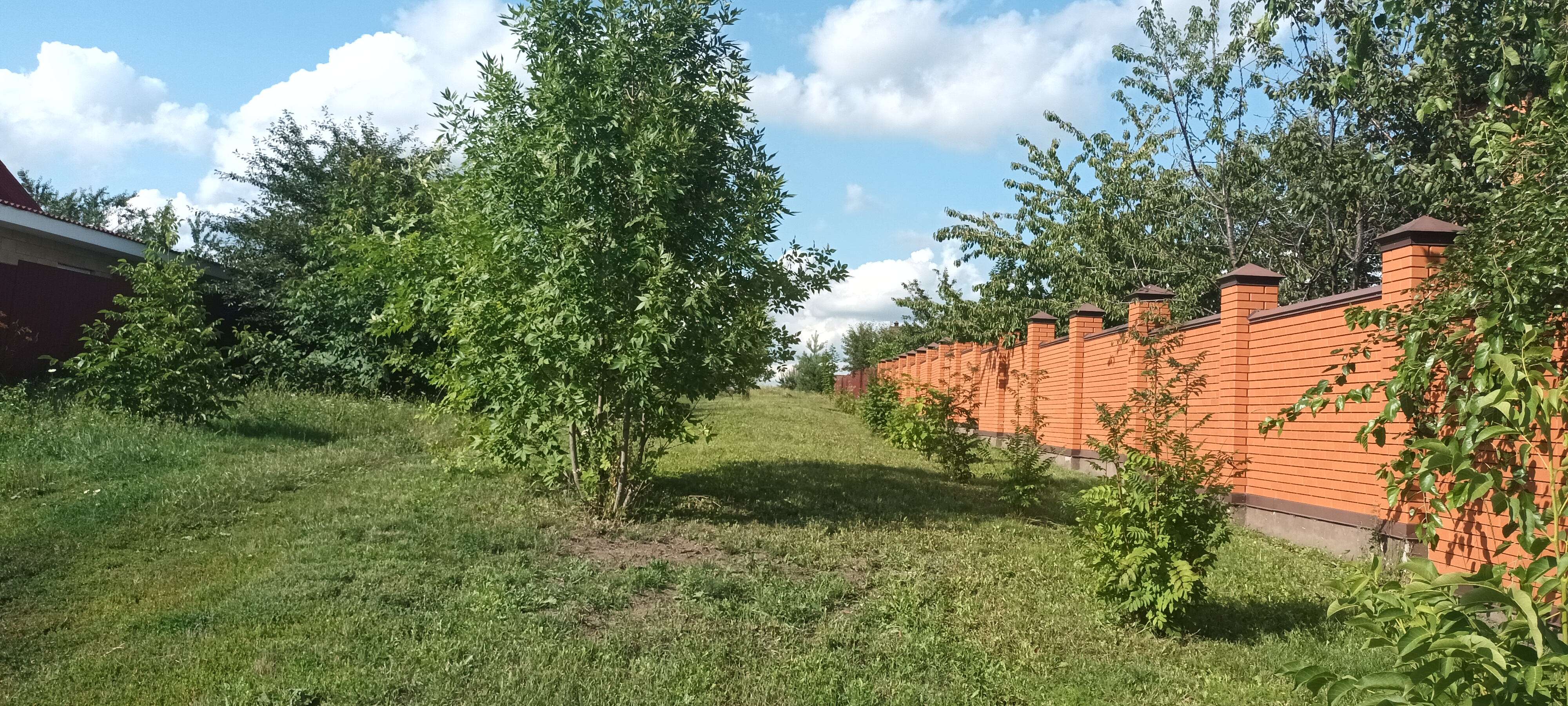
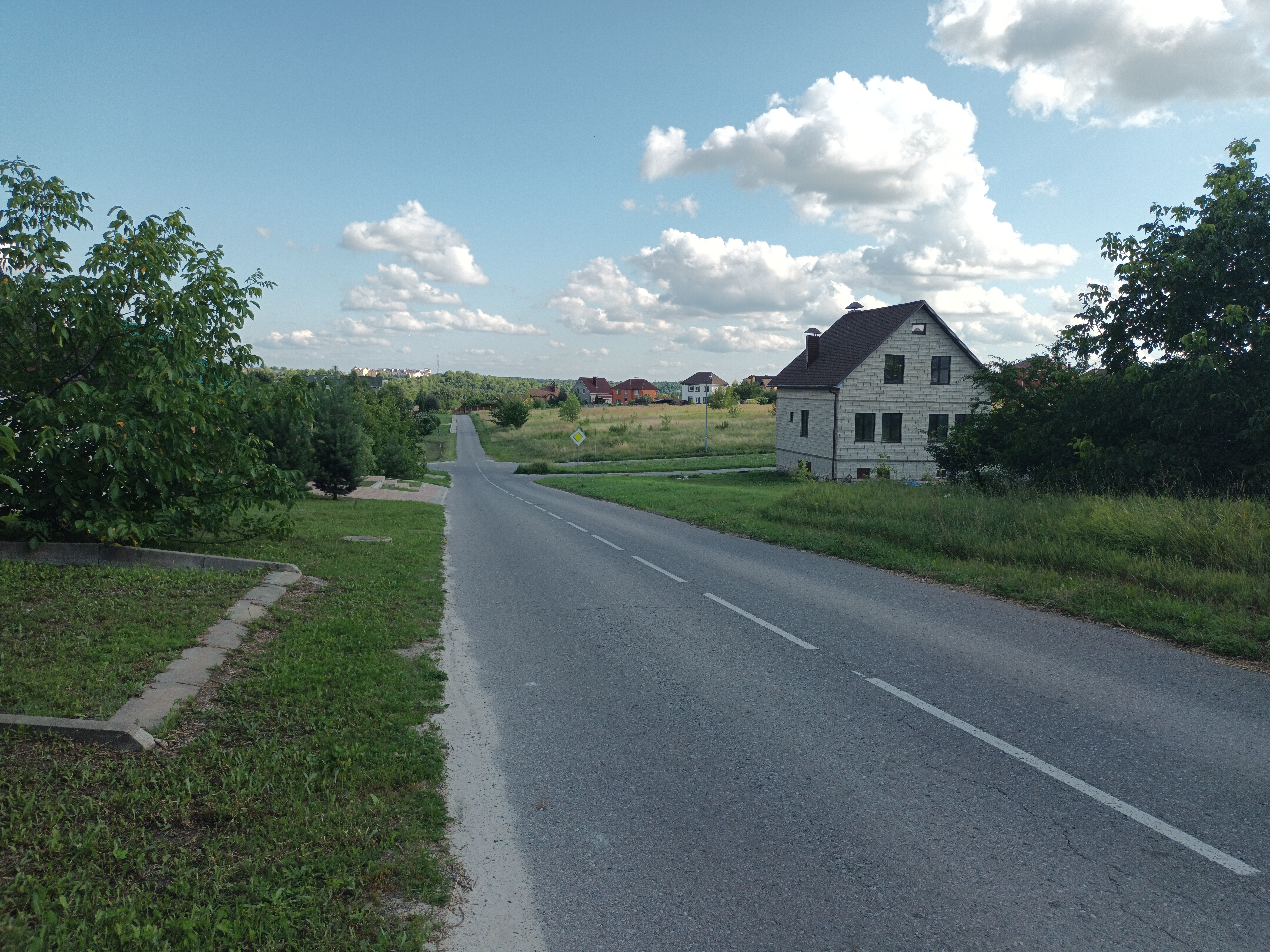
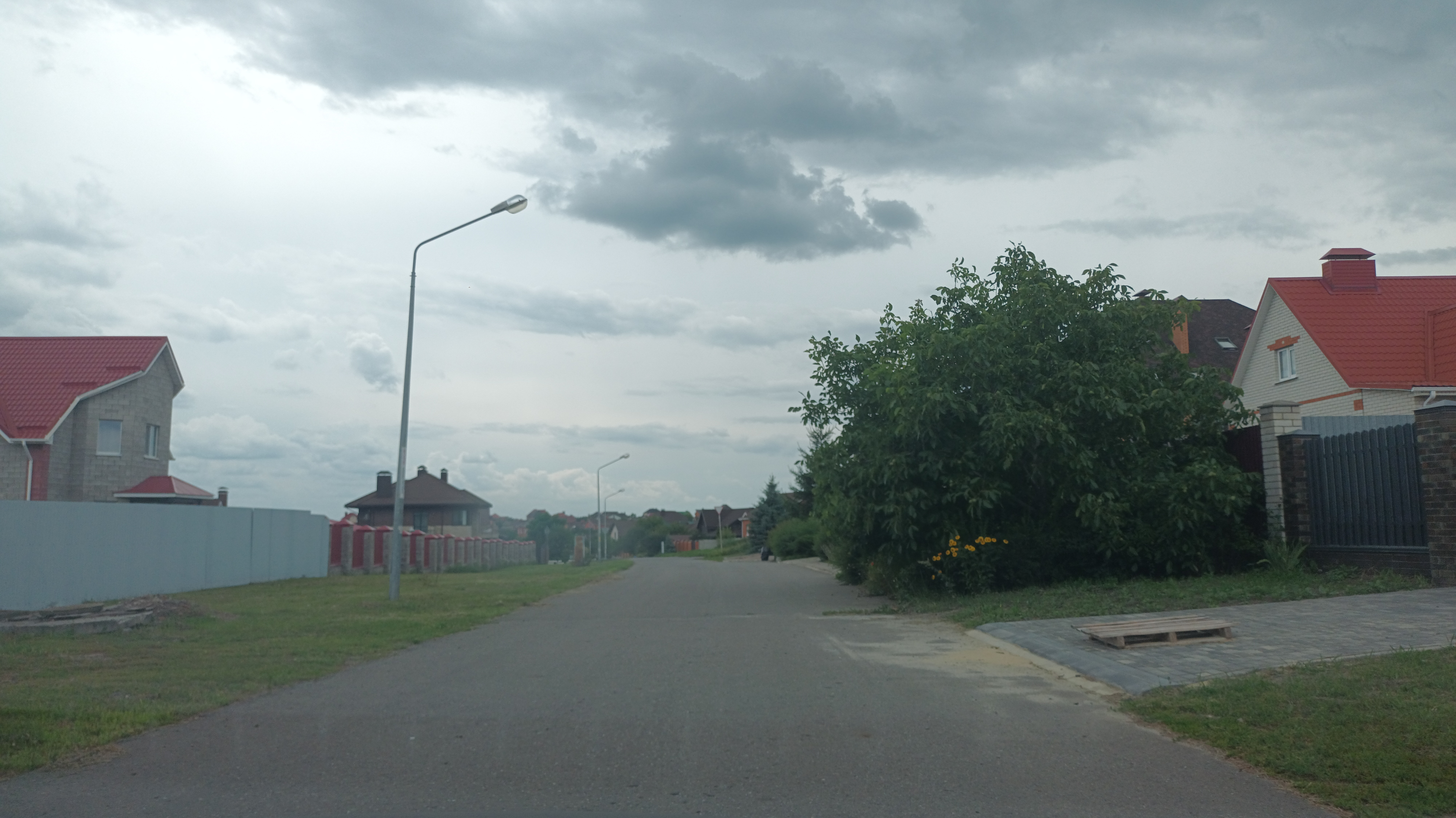
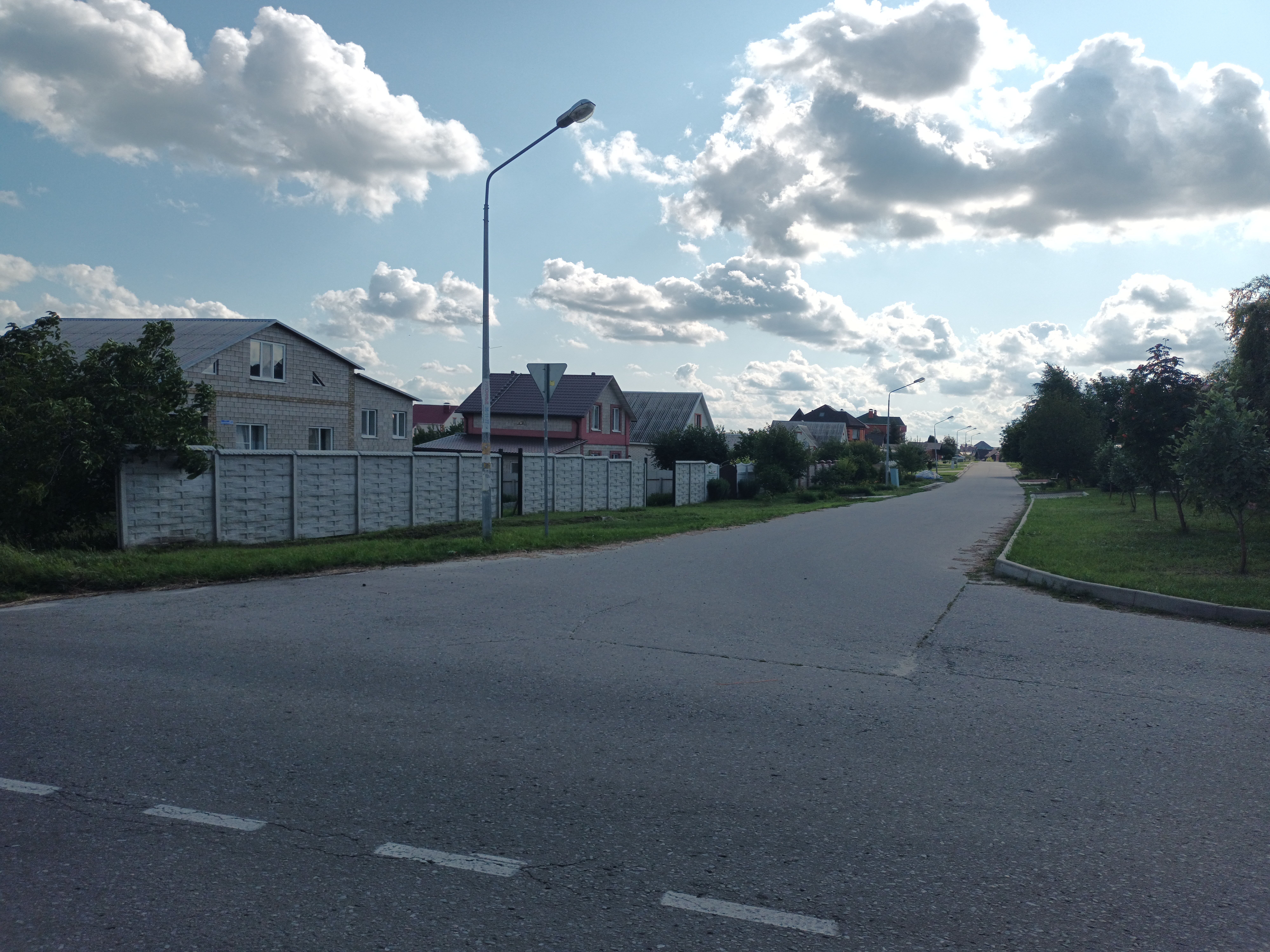
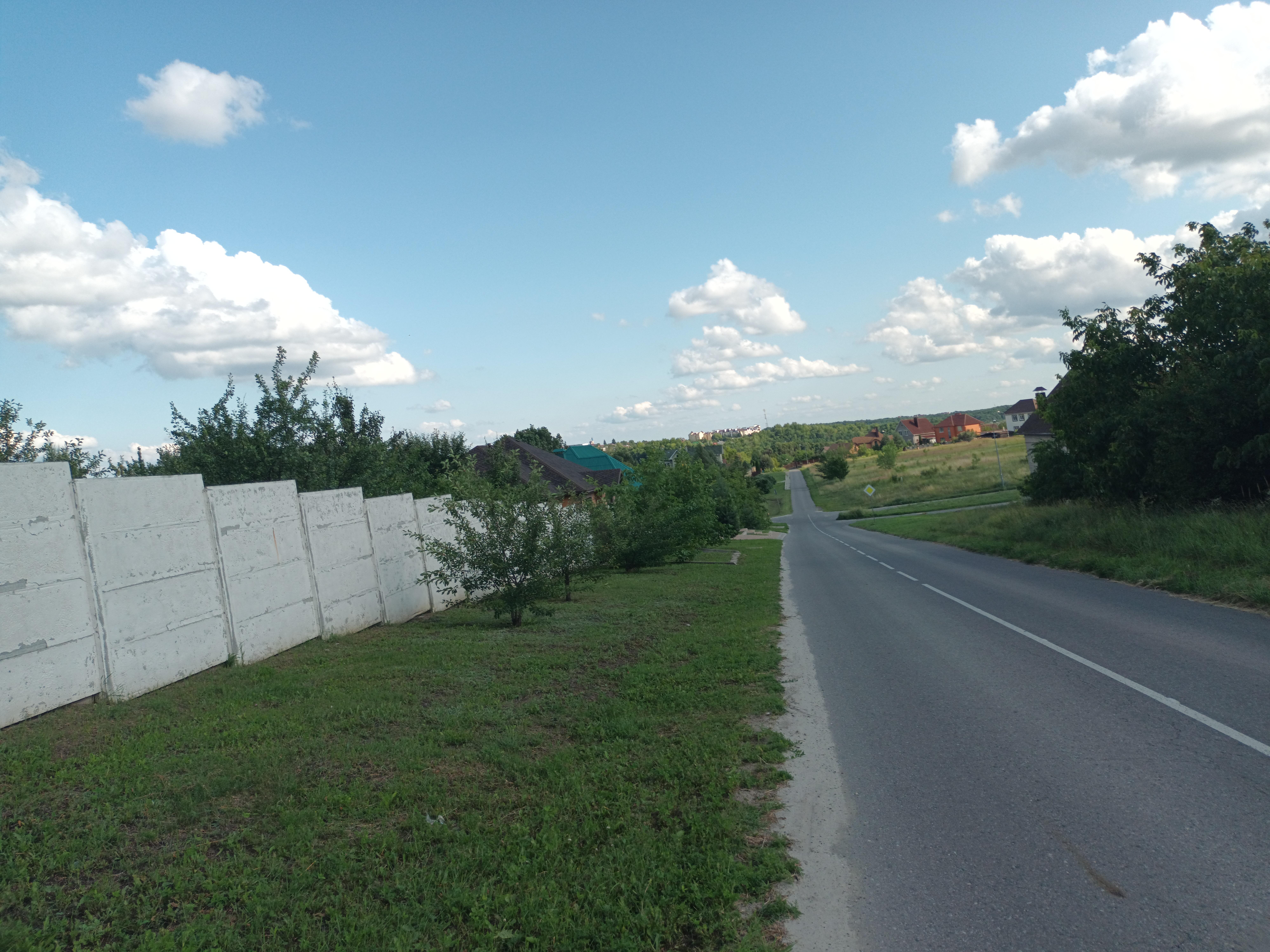
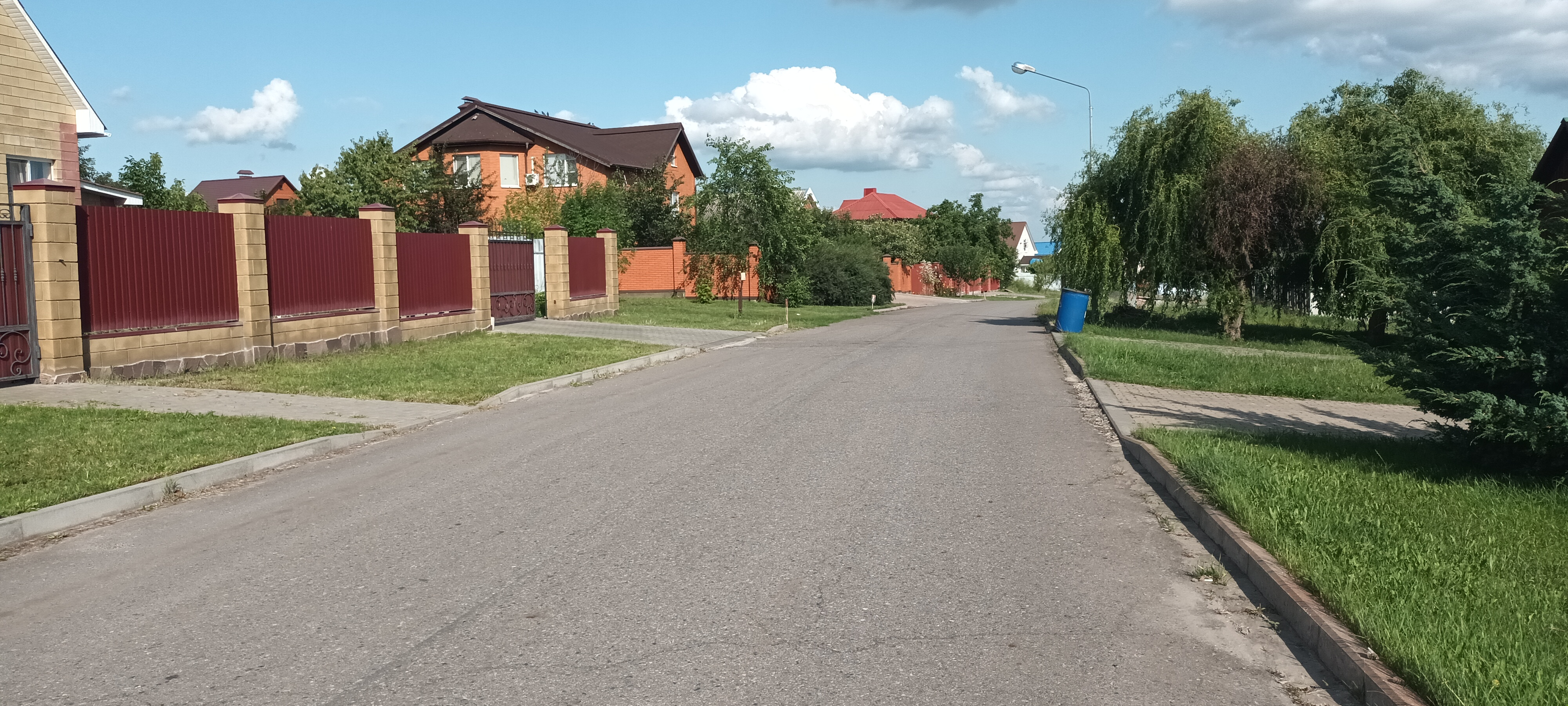
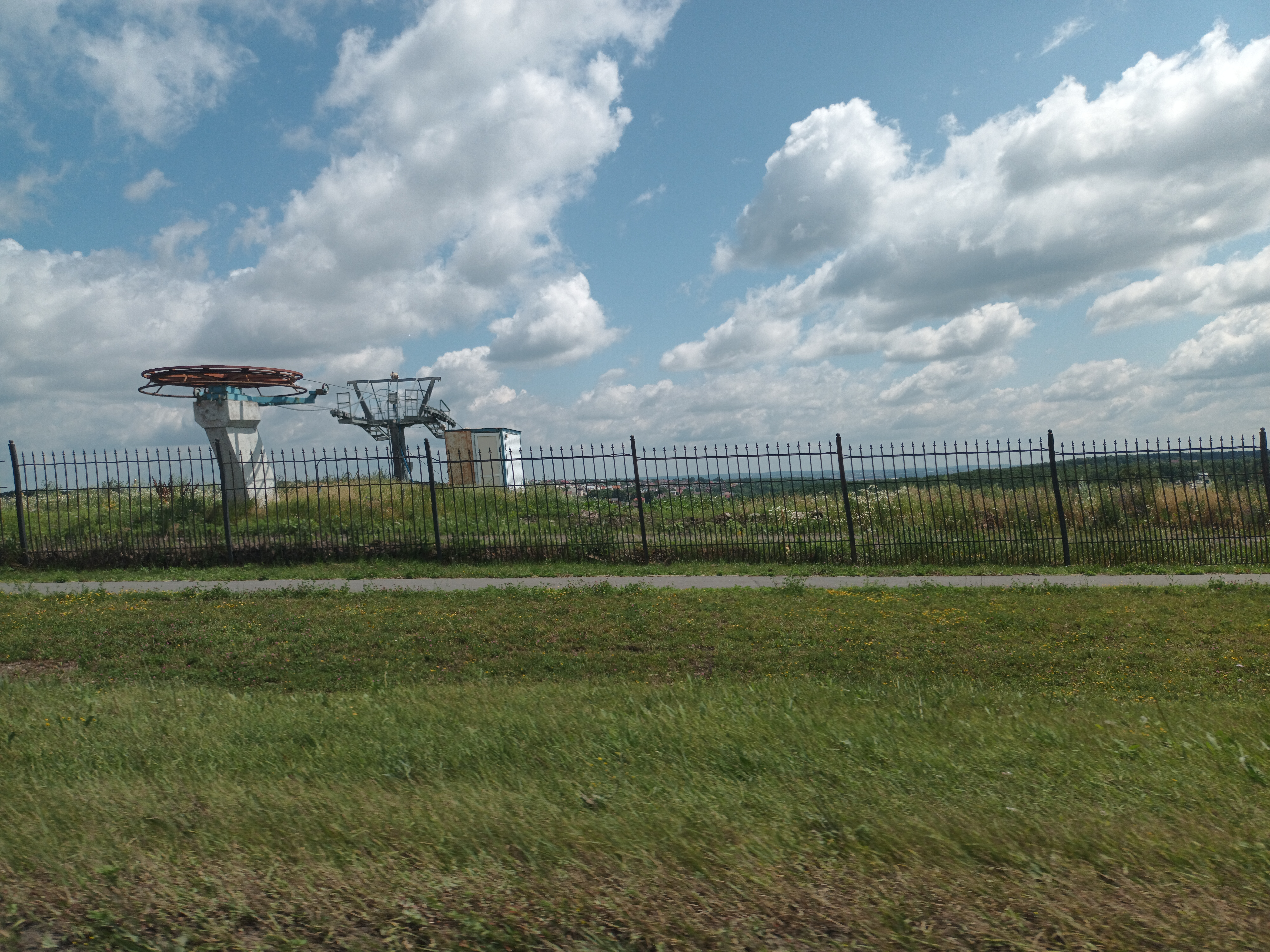
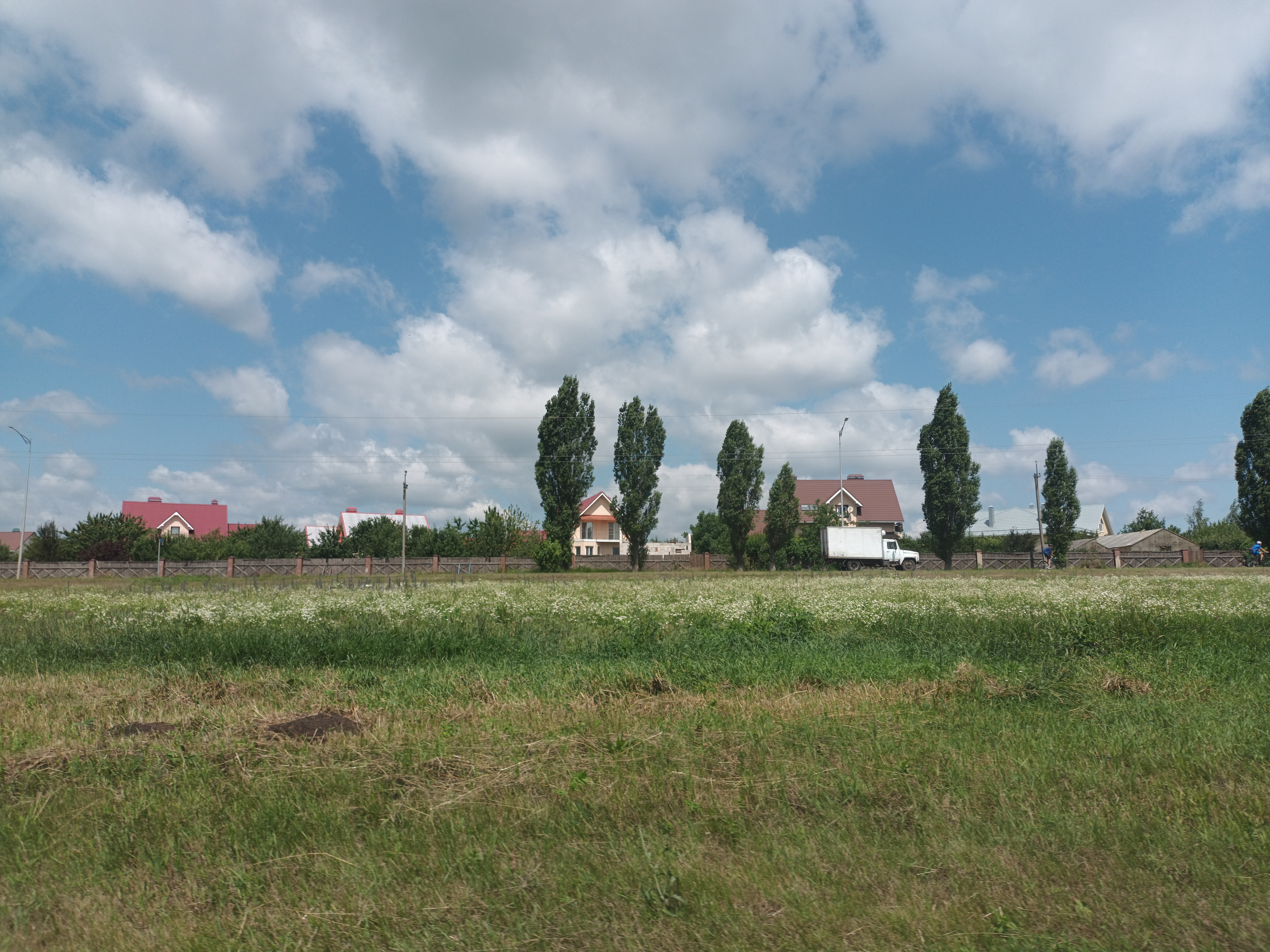
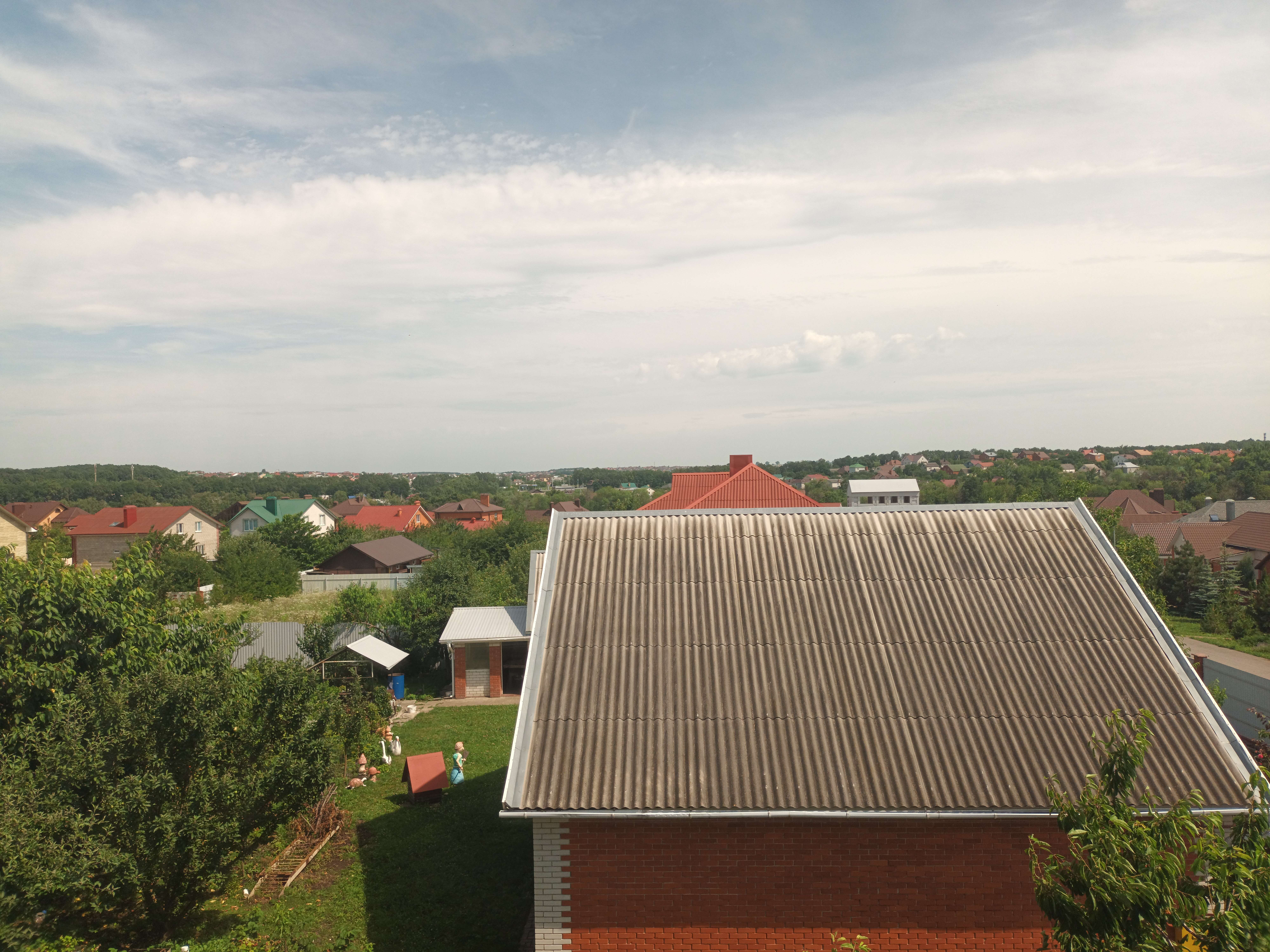